# Epiglottal klusil
Den epiglottale klusil er en konsonant sproglyd, der eksisterer i visse sprog. Den indikeres i det internationale fonetiske alfabet som ⟨ʡ⟩, og dens X-SAMPA-symbol er >\.

## Egenskaber
Den epiglottale klusil er:
- Pulmonisk-egressiv, hvilket betyder at den udtales ved at lade lungerne trykke luft ud gennem taleapparatet.
- Ustemt, hvilket betyder at den udtales uden vibration i stemmebåndene. Den har i IPA ingen defineret fonation, men den optræder oftest ustemt.
- Epiglottal, hvilket betyder at den udtales med strubelåget trykket mod strubehovedet.
- Klusil, hvilket betyder at luftstrømmen helt er stoppet under en del af udtalen.

## Anvendelse i sprog
| Sprog   | Sprog              | Ord   | IPA      | Betydning | Noter |
| ------- | ------------------ | ----- | -------- | --------- | ----- |
| Archi   | Archi              | гӀарз | [ʡarz]   | 'klage'   |       |
| Dahalo  | Dahalo             |       | [ndoːʡo] | 'gulv'    |       |
| Haida   | Nordlige dialekter | g̱antl | [ʡʌntɬ]  | 'vand'    |       |
| Jah Hut | Jah Hut            |       | [ɲhɔːʡ]  | 'træ'     |       |